# 吉隆瓦韦
吉隆瓦韦（学名：Lepisorus gyirongensis）为水龙骨科瓦韦属下的一个种。

## 扩展阅读
- 維基物種上的相關：吉隆瓦韦